# Narnia : Le Neveu du magicien
Pour plus de détails, voir Fiche technique et Distribution.
Narnia : Le Neveu du magicien (Narnia: The Magician's Nephew) est un film américain réalisé par Greta Gerwig et dont la sortie est prévue en 2026. Il s'agit d'une adaptation du roman du même nom publié en 1955, sixième tome mais chronologiquement premier roman de la série littéraire Le Monde de Narnia de C. S. Lewis. Le long métrage est donc un reboot de la saga cinématographique.
Le film sera diffusé sur Netflix avec une sortie limitée en salles dans certains pays.

## Fiche technique
Sauf indication contraire, les informations mentionnées dans cette section peuvent être confirmées par les bases de données cinématographiques IMDb et Allociné,  présentes dans la section « Liens externes ».
- Titre original : Narnia: The Magician's Nephew
- Titre français : Narnia : Le Neveu du magicien
- Réalisation : Greta Gerwig
- Scénario : Greta Gerwig, d'après le roman Le Neveu du magicien de C. S. Lewis
- Musique : N/A
- Décors : James Chinlund
- Costumes : N/A
- Photographie : Seamus McGarvey
- Montage : N/A
- Production : Mark Gordon, Douglas Gresham, Amy Pascal et Vincent Sieber
- Sociétés de production : C.S. Lewis Company Midnight Road Entertainment, Pascal Pictures et eOne Films
- Société de distribution : Netflix
- Pays de production :  États-Unis
- Langue originale : anglais
- Format : couleur
- Dates de sortie : Dates sujettes à modification
  - États-Unis : 26 novembre 2026 (sortie limitée - IMAX)
  - Monde : 25 décembre 2026 (Netflix)

## Distribution
- Emma Mackey : Jadis
- Daniel Craig : Andrew Ketterley
- Meryl Streep : Aslan (voix)
- Carey Mulligan : Mabel Kirke
- David McKenna : Digory Kirke
- Beatrice Campbell : Polly Plummer

## Production

### Projet d'un quatrième film
Après l'expiration du contrat de Walden Media pour les droits cinématographiques du Monde de Narnia en 2011, la CS Lewis Company a annoncé en octobre 2013 avoir conclu un accord avec la Mark Gordon Company pour adapter le roman de 1953 , Le Fauteuil d'argent . Mark Gordon et Douglas Gresham, ainsi que Vincent Sieber, le réalisateur de la CS Lewis Company basé à Los Angeles, seraient producteurs et collaboreraient avec la Mark Gordon Company à l'élaboration du scénario. En décembre 2013, il a été annoncé que David Magee écrirait le scénario. En juillet 2014, le site officiel de Narnia a permis aux fans de suggérer des noms pour la Dame à la Robe Verte, l'antagoniste principale. Le nom gagnant devait être sélectionné par Gordon et Magee pour être utilisé dans le scénario final du Fauteuil d'argent.
Les producteurs du film ont qualifié le film de redémarrage du fait que le film dispose d'une nouvelle équipe créative non associée à celles qui ont travaillé sur les trois films précédents,. En août 2016, il a été annoncé que TriStar Pictures et Entertainment One allaient financer et distribuer le quatrième film avec The Mark Gordon Company (dont eOne était propriétaire) et The CS Lewis Company. En avril 2017, il a été annoncé que Joe Johnston avait été embauché pour réaliser le film. Lors d'une interview avec Red Carpet News TV, Gordon a révélé de rares détails sur les nouvelles technologies et le décor qui seraient utilisés pour le prochain film qui devrait sortir en 2019. Cependant, le tournage n’a pas pu avoir lieu. Jamais confirmé, mais le film est officiellement annulé pour des raisons inconnu.

### Développement
En octobre 2018, Netflix et eOne Films ont conclu un accord pluriannuel avec la société CS Lewis pour produire des films et des programmes télévisés basés sur Les Chroniques de Narnia. Il s’agit en quelque sorte un reboot complet de la saga.
En juillet 2023, après la sortie de Barbie, il a été annoncé que Greta Gerwig avait signé un accord avec Netflix pour écrire et réaliser deux films basés sur la série de livres Le Monde de Narnia. En décembre 2024, Jason Isaacs a révélé que Gerwig était censée adapter Le Neveu du magicien pour le premier film. En mars 2025, Charli XCX était en pourparlers pour rejoindre le film, tandis que Daniel Craig s'était vu offrir un rôle,. Début avril, Meryl Streep était en pourparlers pour doubler Aslan. Plus tard ce mois-là, Emma Mackey a été choisie pour incarner la Sorcière Blanche plutôt que Margaret Qualley et Charli ; Streep et Craig ont été confirmés pour le film. En mai, Carey Mulligan a été choisie pour incarner Mabel Kirke. Il a été confirmé que le film adapterait Le Neveu du magicien, et s'intitule entièrement Narnia : Le Neveu du magicien,.

### Tournage
Le tournage a commencé le 11 août 2025 aux studios de Londres et de Shepperton, avec Seamus McGarvey comme directeur de la photographie.

## Sortie
Narnia : Le Neveu du magicien devrait connaitre une sortie limitée en salles aux États-Unis le 26 novembre 2026, avant d'être diffusé sur Netflix le 25 décembre 2026. Le film sera diffusé exclusivement sur 1 000 écrans IMAX. 